# Bomlitz
Bomlitz er en kommune i Landkreis Heidekreis i den centrale del af den tyske delstat Niedersachsen. Byen og kommunen har et areal på 128,55 km², og et indbyggertal på knap 7.000 mennesker (2013).

## Geografi
Bomlitz ligger i den sydvestlige del af Lüneburger Heide, nordøst for Walsrode, i trekanten mellem storbyerne Hamburg, Bremen og Hannover.
Bomlitz består af 8 bydele der tidligere har været selvstændige bydele.
Kommunen er dannet ved to sammenlægninger: I 1968 fusionerede Benefeld, Bomlitz (med Westerharl), Borg (med Cordingen, i dag Borg/Cordingen) og Uetzingen (med Elferdingen og Wenzingen) til storkommunen Bomlitz. Da kommunalreformen 1. marts 1974 trådte i kraft, kom Ahrsen med skovbygden Löverschen, Bommelsen med Beck og Dehnbostel, Jarlingen samt Kroge med Hasberg og Klein-Harl med i kommunen. Kerneområdet består af de yngste bydele Bomlitz og Benefeld.

### Nabokommuner
Kommunen Bomlitz grænsedr til 4 bykommuner; mod sydvest til Walsrode, mod sydøst til Bad Fallingbostel, mod noredøst til Soltau og mod n ordvest til Visselhövede.

## Seværdigheder
I Bomlitz ligger Weltvogelpark Walsrode, verdens største fuglepark.